# Chauché
Chauché é uma comuna francesa na região administrativa da Pays de la Loire, no departamento de Vendéia. Estende-se por uma área de 41,99 km². Em 2010 a comuna tinha 2 489 habitantes (densidade: 59,3 hab./km²).